# Why? (gruppo musicale)
Gli Why? sono un gruppo musicale alternative hip hop/indie rock statunitense attivo dal 2004 e originario di Berkeley (California).
Il cantante Yoni Wolf utilizzava lo pseudonimo Why? già dal 1997.

## Formazione
- Jonathan "Yoni" Wolf
- Josiah Wolf
- Doug McDiarmid
- Liz Hodson

## Discografia
Album
- Elephant Eyelash (2005)
- Alopecia (2008)
- Eskimo Snow (2009)
- Mumps, Etc. (2012)
- Testarossa (2016)
- Moh Lhean (2017)
- AOKOHIO (2019)
- The Well I Fell Into (2024)

EPs
- The Early Whitney EP (2003)
- Sanddollars EP (2005)
- Rubber Traits (2006)
- Sod in the Seed (2012)
- Golden Tickets(2013)
- I.I may come out a broken yolk, I may come out on a saddle.(2019)
- II.I've been carving my elbows, I might just take flight.(2019)
- III.Please take me back home, I don't belong here.(2019)
- IV.The surgeon nervously goes on, he never claimed to be God.(2019)
- V.I wanna live with conviction, in silence and diction.(2019)
- VI.Though I'm tired, I'm still trying.(2019)
- Ten Voices(Inspired by 'The Outlaw Ocean' a book by Ian Urbina)(2020)

Demo
- Alopecia: The Demos!! (2008)
- Eskimo Snow Demos (2009)
- Mumps, Etc. Etc.: The Demos 2007-2011 (2012)

Live
- Almost Live from Eli's Live Room (2008)